# Exoneura froggatti
Exoneura froggatti är en biart som beskrevs av Heinrich Friese 1899. Exoneura froggatti ingår i släktet Exoneura och familjen långtungebin. Inga underarter finns listade i Catalogue of Life.

## Bildgalleri

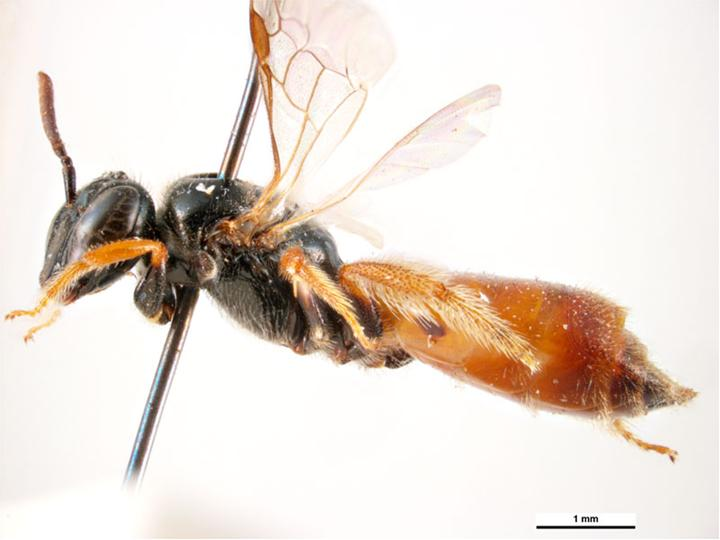